# حصن غالب
حصن غالب وهو أحد الحصون التاريخية التي تم بنيت في العهد الإمامي، ويقع في مديرية غمر في محافظة صعدة ويضم الحصن العديد من المرافق، وتستغل جميعها مركزاً لإدارة شؤون المديرية، كما توجد به مخازن ومدافن المحاصيل الزراعية وكذلك خزانات المياه المبنية بالحجارة والقضاض، إلى جانب المسجد، وكان المبنى الرئيسي للحصن مكوناً من أربعة طوابق، قوام بناء الحصن من الأحجار المهندمة، ويتبع الحصن بوابة دخول واحدة، ومنها يمكن الدخول إلى صالة انتظار وغرف صغيرة مكونة من طابقين.